# Schlichthaus

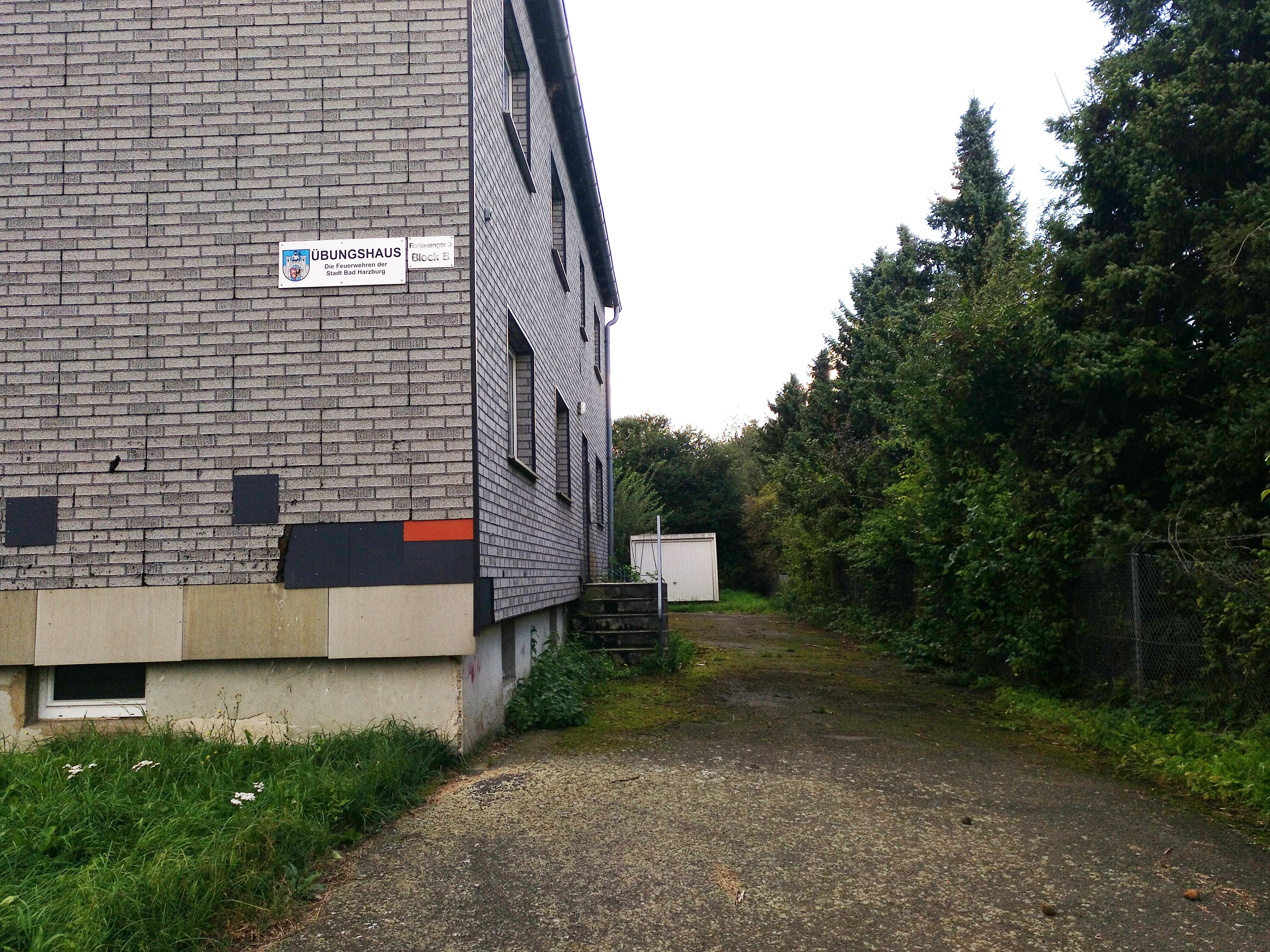
Heute von der Feuerwehr genutztes Schlichthaus in Radauanger

Schlichthaus oder Schlichtwohnung war in den frühen 1950er Jahren ein Wohnbaukonzept, bei dem die geltenden Ausstattungs- und Flächenstandards bewusst unterschritten wurden, um die kriegsbedingte Wohnungsnot und Obdachlosigkeit zu bewältigen. Der in Gesetzen oder Normen nie abschließend definierte Begriff bezeichnete „solche Wohnungen, die auf der Grenze zwischen Not- und Behelfswohnungen und normal ausgestatteten Wohnungen lagen“. So wurde für Kleinhäuser in Schlichthausbauweise vorgegeben, dass sie auf einer Gesamtwohnfläche von maximal 65 Quadratmetern eine abgetrennte Einliegerwohnung von mindestens 28 Quadratmetern enthalten und Stellmöglichkeiten für zusammen sieben Betten bieten mussten. Schlichtwohnungen in Mietshäusern sollten nach einer Beschreibung des Instituts für Bauforschung „primitiv gestaltet“ sein, auf einen Flur verzichten und den Hauptwohnraum direkt vom Treppenhaus erschließen. Für mehrere Wohnparteien sollte eine gemeinsame Toilette und eine gemeinsame Wasserzapfstelle vorgesehen werden.
Der Begriff der Schlichtwohnung oder Einfachwohnung war von Anfang an negativ belegt und wurde als Wohnform verstanden, die nur für sozial schwache Bevölkerungsschichten zumutbar war. Bundesbauminister Eberhard Wildermuth lobte deshalb bereits 1950 einen von ihm persönlich gestifteten Geldpreis in Höhe von 100 DM für einen „besseren und zutreffenderen“ Namensvorschlag aus. Gewinner war der Vorschlag „Aufbauwohnung“, auf den Plätzen zwei und drei folgten „Simplexwohnung“ und „Sparwohnung“. Diese Begriffe konnten sich jedoch nicht durchsetzen, während der Begriff Schlichthaus nach den 1950er Jahren als umgangssprachliche Bezeichnung für kommunale Notunterkünfte erhalten blieb.

## Vorgeschichte
Am Ende des Ersten Weltkriegs hatten sich in Deutschland einerseits die Baukosten enorm erhöht, andererseits waren Brennstoffe, Baustoffe (insbesondere Backsteine und Zement) sowie Transportmittel nicht in ausreichender Menge verfügbar. Um die kriegsbedingte Wohnungsknappheit zu beheben, suchte man deshalb nach Ersatzbaustoffen, die mit möglichst geringem Energieaufwand auf der Baustelle selbst bzw. in unmittelbarer Nähe hergestellt werden konnten. Die hiermit errichteten Ersatzbauten wiesen den geringstmöglichen Materialeinsatz auf, indem z. B. die Tragfähigkeit der Baustoffe optimal ausgenutzt wurde. Als Ersatzbaustoffe kamen u. a. Lehm, Bruchsteine, Schlacken- und Schwemmsteine, Hochofenzement sowie als Füllmaterial für Hohlräume Sägemehl, Torf, Bims und Schlacken zum Einsatz. Als Ersatzbauweisen griff man hauptsächlich auf Stampf- oder Gussbauweise, Steinbauweise sowie Fachwerkbauweise zurück. Aufgrund fehlender Erfahrungen in der Baustatik wurden seinerzeit praktisch nur eingeschossige, nicht jedoch mehrgeschossige Gebäude errichtet.

## Beispiel
- Schlichtbausiedlung Am Sacksdamm, Bremen